# 内格罗河 (亚马孙河支流)
内格罗河（葡萄牙語：Rio Negro）意思为“黑河”，是亚马逊河北岸最大的一条支流。它的源头是奥里诺科河和亚马逊河的分水岭，它和奥里诺科河之间有卡西基亚雷河相通。
内格罗河的源头在哥伦比亚境内，名为古艾尼亚河，其最大的支流为沃佩斯河。 
内格罗河可通航的河段长度有720千米，在旱季时水深可达1米，但河道中也有沙洲。雨季时（4月-10月）下游640千米段河道可宽达32千米，河流湍急，摩托艇可直接航行到安第斯山脚下。

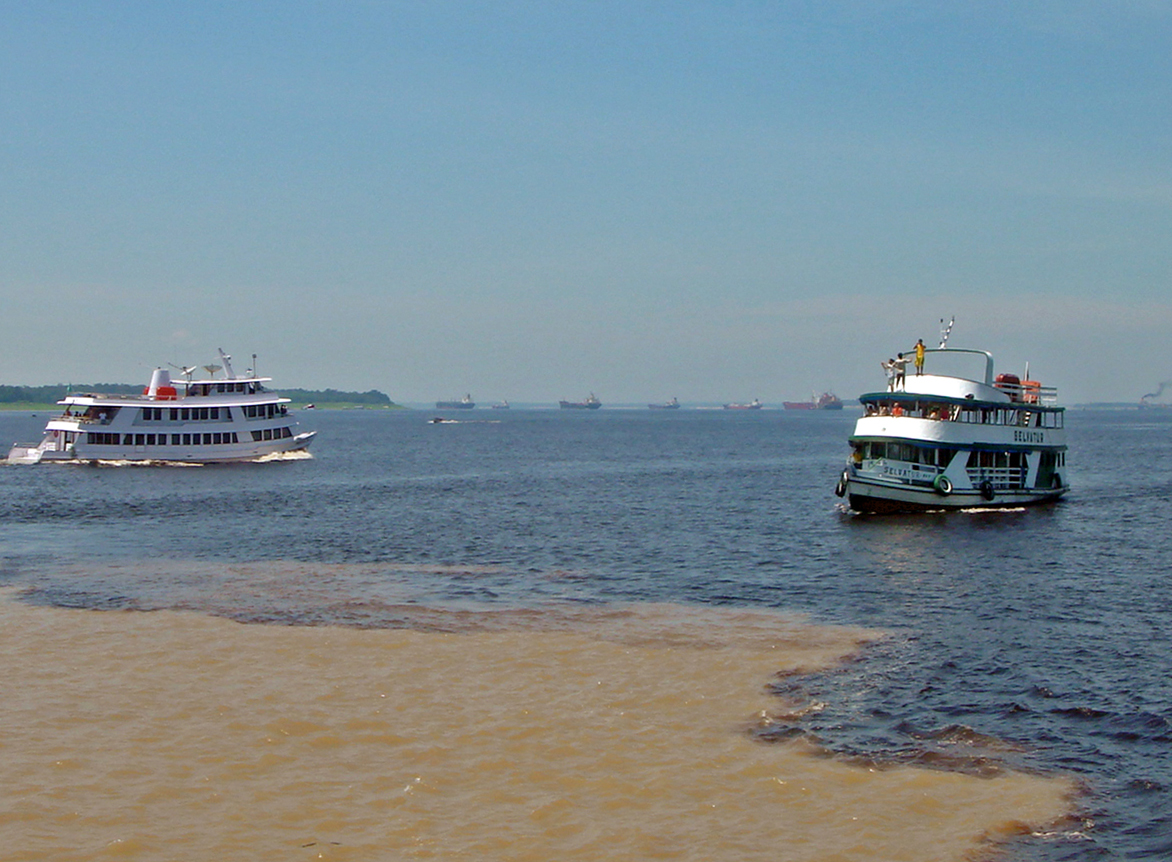
内格罗河入亚马逊河口，深色的河水和亚马逊河浑浊的河水颜色区别分明。

内格罗河之所以被称为黑河，主要是因为上游植物落叶腐烂造成其河水颜色深如同浓茶水，而河水中含大量腐殖酸，有大量鱼繁殖，岸旁的沙洲也成为了多种海龟的繁殖地。